# Angamāli
Angamāli är en ort i Indien.   Den ligger i distriktet Ernākulam och delstaten Kerala, i den södra delen av landet, 2 100 km söder om huvudstaden New Delhi. Angamāli ligger 12 meter över havet och antalet invånare är 34 399.
Terrängen runt Angamāli är platt. Runt Angamāli är det mycket tätbefolkat, med 1 056 invånare per kvadratkilometer. Närmaste större samhälle är Kalamassery, 17,4 km sydväst om Angamāli. Trakten runt Angamāli består till största delen av jordbruksmark.